# ディノフェリス
ディノフェリス（学名：Dinofelis）は、中新世から更新世初期のアフリカ、ユーラシア、北アメリカに生息していた絶滅したネコ科動物の属。
大きさとしてはジャガーによく似た大きさであり、肩までの高さが70cm、体重120kgにも到達したとされる。形態と行動において多くの点で現生のヒョウなどと類似していたとされており、走るよりも待ち伏せ型の狩りを得意としていたようである。森林から湿地を含む開けた場所まで生息することを考慮すると、ジャガーやトラに近いものであった可能性がある。
化石の発掘現場からアウストラロピテクスやヒヒ類の化石が産出しており、彼らにとっては主要な獲物であった可能性が非常に高い。大型種はレイヨウなどより大きな獲物を狙っていた可能性もある。このような獲物を狙う場合、樹上で息を潜め一基に飛び掛かった可能性が高いようである。